# Édouard-Léon Scott de Martinville

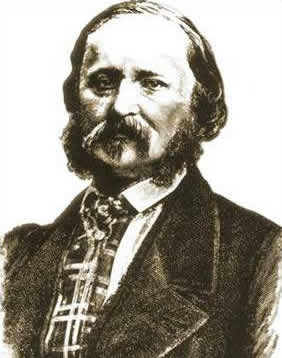
Edouard-Léon Scott de Martinville

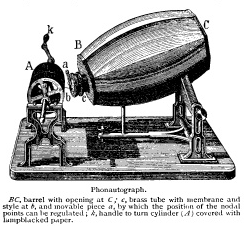
Fonoautograful lui Scott

Édouard-Léon Scott de Martinville (n. 25 aprilie 1817, Paris; d. 26 aprilie 1879, Paris) a fost tipograf, librar, scriitor și inventator francez. A creat fonoautograful, în traducere liberă aparatul care scrie sunetul, un precursor al fonografului inventat mai târziu de către Thomas Alva Edison.
La 25 martie 1857, își inregistrează brevetul privind un aparat de înregistrare grafică a sunetului. Dispozitivul său se compunea sistem cu o pâlnie metalică, care la partea îngustă avea fixată o membrană sau diafragmă din mică, pe care era fixat un ac îndoit în unghi drept. Vibrațiile diafragmei de mică ca efect al reacției vibrațiilor acustice exterioare, făceau ca acul să vibreze,cea ce determina acul să miște în stânga sau dreapta. Această mișcare făcea unele semne pe un tambur de hârtie pe care era depus un strat de funingine. Vibrațiile acului desenau astfel pe acest tambur o linie sinusoidală, deci o scriere grafica a sunetului. Trebuie remarcat faptul că această reprezentare grafică nu mai putea fi citită și redată, cum se va întâmpla mai târziu la dispozitivul lui Edison.
În asociere cu un fabricant de instrumente muzicale va produce acest dispozitiv pentru diferitele laboratoare care studiau sunetul.
Ca scriitor se remarcă prin publicarea a numeroase memorii și o "Istorie a stenografiei din cele mai vechi timpuri până în zilele noastre" (e vorba de anul 1849). Mai are de asemeni câteva concepte privind clasificare cărților în biblioteci.